# Моготоево
Моготоево (устар. Маготоево) — солёное озеро лагунного происхождения на севере Якутии. Расположено на территории Аллаиховского улуса. Является крупнейшим озером республики.
Находится под охраной в составе ресурсного резервата регионального значения ООПТ Кыталык.

## Гидрография
Расположено на севере Яно-Индигирской низменности.
Площадь поверхности — 323 км². Площадь водосборного бассейна — 1170 км². Длина озера 34 км, ширина 15 км, протяжённость береговой линии 88,5 км. Высота над уровнем моря — 0 м. Замерзает во второй половине сентября, вскрывается в июне. В холодные годы лёд полностью не сходит.
Питание озера смешанное, с преобладанием снегового. Рост уровня водоёма происходит в начале лета и продолжается до августа. Минимум отмечается весной.
В озеро впадают: река Воронцова, ручей Южный Моготоевский, река Большая Мелкая и множество малых ручьёв. Соединено протокой с солёным озером Большое.
Связано с Восточно-Сибирским морем протокой Мелкой (Моготоевской), осуществляющей движение воды в обе стороны.

## Побережье
Берега низменные, покрыты мохово-лишайниковой и кустарничковой тундрой и лиственничным редколесьем. В озеро выступают несколько мысов: мыс Клык, мыс Крючок, мыс Тупой, мыс Острый.
На северном берегу есть несколько охотничьих изб.

## Фауна
В озере в больших количествах водятся омуль, нельма и ряпушка.
По берегам гнездятся очковые гаги, пискульки и другие водоплавающие птицы.